# Садзелі
Садзелі (груз. საძელი) — село в Грузії.
За даними перепису населення 2014 року в селі проживає 381 особа.